# Nola nudalis
Nola nudalis är en fjärilsart som beskrevs av De Toulgoët 1961. Nola nudalis ingår i släktet Nola och familjen trågspinnare. Inga underarter finns listade i Catalogue of Life.